# Тастубек
Тастубе́к (каз. Тастүбек) — село у складі Аральського району Кизилординської області Казахстану. Входить до складу Мергенсайського сільського округу.
Населення — 170 осіб (2021; 90 у 2009, 53 у 1999, 283 у 1989).